# SCM格式
SCM格式是一种支持DRM（Digital Rights Management 数字版权管理）的视频媒体格式，其最大特点就是支持交互式视频技术。